# Epics
株式会社epics（英: epics Inc）は、東京都台東区に本社を置く日本のデジタルコンテンツ開発会社。
コンソールからソーシャルまでのゲームを主としたデジタルコンテンツの企画・制作業務、及びネットワークサービスの企画・制作・運営業務や、既存・新規コンテンツのメディア/チャネルミックス、ないしマーチャンダイジングまでのプロデュース業務を事業の柱とする。

## 概要
前身は『TM NETWORK LIVE IN POWER BOWL』を手がけたジェン・クリエイティブハウス。
1999年6月、株式会社ジーアーティスツ設立。
2006年6月、制作・運営体制の改革・強化とともに株式会社epicsに商号変更。同年8月にゲーム企画・制作事業の更なる強化と、ネットワークサービス・電子商取引の新規事業展開を図るため、第三者割当増資を実施しウィズの子会社となる。同8月、山元哲治が代表取締役に就任。商号変更後はPlayStationフォーマットのみならず、ニンテンドーDS用ソフトや携帯アプリ・ソーシャルゲームの開発にも着手し、iPhone登場時にはソフトバンク、ウィズとともにiOS向けのネイティブアプリ開発会社も立ち上げている。
2008年7月、本社を東京都中央区日本橋浜町に移転。
2009年2月、ウィズ保有の全株式を買い取り独立。コンテンツの画・制作・運営事業を本格的にスタートする。同年4月、本社を東京都新宿区神楽坂に移転。
2011年2月、石川県金沢市にKANAZAWA STUDIOを開設（2020年5月閉鎖）。
2014年9月、本社を日本橋茅場町に移転。
2021年2月、元KANAZAWA STUDIO取締役CTOの新改裕二が代表取締役社長兼CTOに就任。
2023年5月、株式会社エクスプラスと資本提携、大橋孝夫が会長に就任、山元哲治が副会長兼プロデューサーに就任。

## 開発作品
- PHILOSOMA（PlayStation、発売:ソニー・コンピュータエンタテインメント）
- ポポロクロイス物語シリーズ（発売:ソニー・コンピュータエンタテインメント）
  - ポポロクロイス物語（PlayStation）
  - ポポローグ（PlayStation）
  - ポポロクロイス物語II（PlayStation）
  - ポポロクロイス はじまりの冒険（PlayStation 2）
  - ポポロクロイス 月の掟の冒険（PlayStation 2）
  - ポポロクロイス物語 ピエトロ王子の冒険（PlayStation Portable）
- I.Q（PlayStation、発売:ソニー・コンピュータエンタテインメント）
- 攻殻機動隊 STAND ALONE COMPLEX -狩人の領域-（PlayStation Portable 、発売:ソニー・コンピュータエンタテインメント）
- サルゲッチュ ピポサルレーサー（PlayStation Portable 、発売:ソニー・コンピュータエンタテインメント）
- パラッパラッパー（PlayStation Portable、発売:ソニー・コンピュータエンタテインメント）
- デジモンチャンピオンシップ（ニンテンドーDS、発売:バンダイナムコゲームス）
- ナナシ ノ ゲエム（ニンテンドーDS、発売:スクウェア・エニックス）
- プロジェクト ビューティー（ニンテンドーDSS、発売:セガ）
- ケータイ捜査官7 DS バディシークエンス（ニンテンドーDS、発売:5pb.）
- ナナシ ノ ゲエム 目（ニンテンドーDS、発売:スクウェア・エニックス）
- ポポロクロイス牧場物語（ニンテンドー3DS、発売:マーベラス）
- ポポロクロイス物語 〜ナルシアの涙と妖精の笛（iOS/Android、配信：セガゲームス）
- RPGツクールMV Trinity（ニンテンドーSwitch、Playstation 4、発売:KADOKAWA）